# Chansons « contre »
Albums de Marc Ogeret
Autour de la Commune
(1968) Chansons de révolte et d'espoir
(1973)
Chansons « contre » est un album studio de Marc Ogeret sorti en 1968 chez Vogue. Une version CD augmentée est parue en 1988.

## Titres

### Version vinyle (1968)

#### Face 1
1. L'Expulsion (Mac Nab, Camille Baron)
2. Plus de patrons (Aristide Bruant)
3. Les Conscrits insoumis (traditionnel)
4. Le Déserteur (folklore)
5. Faut plus de gouvernement (traditionnel)
6. Le Triomphe de l'anarchie (Charles d'Avray)

#### Face 2
1. Le Grand métingue du Métropolitain (Mac Nab, Camille Baron)
2. Le Matin du grand soir (Bertal-Maubon, Spencer)
3. Ils ont les mains blanches (Gaston Montéhus, Raoul Chantegrelet)
4. Gloire au 17e (Gaston Montéhus, Raoul Chantegrelet)
5. Au lieu d'acheter tant d'aéros (Gaston Montéhus, Saint-Gilles)
6. La Marseillaise anti-cléricale (Léo Taxil, Rouget de l'Isle)

### Version CD (1988)
| No  | Titre                                     | Durée |
| --- | ----------------------------------------- | ----- |
| 1.  | Le Déserteur (1968)                       | 3:40  |
| 2.  | Nos vingt ans (1980)                      | 4:40  |
| 3.  | Le Conscrit (1980)                        | 4:39  |
| 4.  | Révision (1980)                           | 4:18  |
| 5.  | Les Conscrits insoumis (1968)             | 3:20  |
| 6.  | J'avions reçu commandement (1973)         | 2:06  |
| 7.  | Gloire au 17e (1968)                      | 3:15  |
| 8.  | Faut plus d'gouvernement (1968)           | 2:40  |
| 9.  | Plus de patrons (1968)                    | 1:20  |
| 10. | Le Triomphe de l'anarchie (1968)          | 5:45  |
| 11. | La Marseillaise anticléricale (1968)      | 6:15  |
| 12. | La Carmagnole (1973)                      | 3:33  |
| 13. | L'Expulsion (1968)                        | 3:25  |
| 14. | 1er mai (1980)                            | 2:27  |
| 15. | La Chanson du Père Duchesne (1980)        | 2:54  |
| 16. | La Purge (1980)                           | 3:15  |
| 17. | Fille d'ouvriers (1980)                   | 3:40  |
| 18. | Le Grand métingue du Métropolitain (1968) | 3:20  |